# استان پایاسکا
استان پایاسکا (به اسپانیایی: Provincia de Pallasca) یک استان در پرو است که در منطقه انکاش واقع شده‌است. استان پایاسکا ۲٬۱۰۱ کیلومتر مربع مساحت و ۲۸٬۵۸۰ نفر جمعیت دارد.